# Kevin Schon
Kevin Schon (født 7. februar 1958) er en amerikansk skuespiller og komiker.